# (8182) Akita
(8182) Akita es un asteroide perteneciente al cinturón de asteroides, descubierto el 1 de octubre de 1992 por Masayuki Yanai y el también astrónomo Kazuro Watanabe desde el Observatorio de Kitami, Hokkaidō, Japón.

## Designación y nombre
Designado provisionalmente como  1992 TX. Nombrado así en honor a Isao Akita (n. 1948), presidente de la red de observadores de cometas en Japón, "Hoshi no Hiroba", desde 1988. Es un conocido astrónomo aficionado y un entusiasta observador y fotógrafo. de cometas y galaxias. Se siente especialmente cómodo en casa ayudando en los esfuerzos de otros entusiastas de los cometas, tanto dentro de su grupo como en todo el país.

## Características orbitales
Akita está situado a una distancia media del Sol de 2,879 ua, pudiendo alejarse hasta 3,130 ua y acercarse hasta 2,628 ua. Su excentricidad es 0,087 y la inclinación orbital 1,858 grados. Emplea 1783,89 días en completar una órbita alrededor del Sol.
Pertenece a la familia de asteroides de (158) Koronis.

## Características físicas
La magnitud absoluta de Akita es 13,08. Tiene 7,073 km de diámetro y su albedo se estima en 0,294.